# نادي تشونبوري
نادي تشونبوري لكرة القدم (بالتايلندية: สโมสรฟุตบอลชลบุรี) هو نادي كرة قدم تايلندي احترافي مقره في مدينة تشونبوري. يلعب الفريق في الدوري التايلندي الممتاز وهي الدرجة الأعلى لكرة القدم في البلاد. ربع النادي لقب الدوري عام 2007 ليسبح واحد من أكثر الأندية نجاحا. تم تأسيس النادي عام 1997 والغريمين التقليديين هما باتايا يونايتد وسريراتشا وهم من نفس المقاطعة. يعرف الفريق بشكل واسع بلقب الحيتان والموجود على شعار النادي. مباريات الفريق المنزلية تلعب على ملعب تشونبوري البلدي حيث يخطط لتوسيعه لسعة 33,000.

## وصلات خارجية
- الموقع الرسمي (بالتايلندية)